# Masaya Okugawa
Masaya Okugawa (Japans: 奥川 雅也)  (Koka, 14 april 1996) is een Japans voetballer, die doorgaans speelt als linkermiddenvelder. Hij maakte in 2015 zijn profdebuut voor Kyoto Sanga FC in de J2 League. Na tien jaar in Europa, waar hij onder meer in Oostenrijk en Duitsland speelde, keerde hij in 2025 terug naar de Japanse club. 

## Clubcarrière
Okugawa doorliep de jeugdopleiding van het Japanse Kyoto Sanga FC en sloot in 2014 aan bij de selectie van het eerste elftal. Op 6 mei 2015 maakte hij zijn profdebuut in de 2 League, in de uitwedstrijd tegen FC Gifu. Na 59 minuten verving hij Takumi Miyayoshi. De wedstrijd eindigde in 1–1. Na vijf optredens in het eerste elftal maakte hij de overstap naar Europa.

### Red Bull Salzburg
In juni 2015 tekende Okugawa op 18-jarige leeftijd een vierjarig contract bij Red Bull Salzburg. Hij werd opgenomen in de jeugdopleiding van de Oostenrijkse club en kwam hij de eerste twee seizoenen uit voor het in de 2. Liga spelende FC Liefering, dat als satellietclub van Red Bull Salzburg fungeert. Na twee jaar keerde hij terug en verlengde hij zijn contract tot medio 2020. Voor het seizoen 2017/18 werd hij verhuurd aan SV Mattersburg, waarmee hij zijn debuut maakte op het hoogste Oostenrijkse niveau. Na zijn terugkeer bij Salzburg werd hij in het seizoen 2018/19 opnieuw verhuurd, ditmaal aan het Duitse Holstein Kiel.
Het jaar daarop keerde Okugawa terug bij Red Bull Salzburg en beleefde hij zijn doorbraak in het eerste elftal. Tijdens de eerste officiële wedstrijd van het seizoen 2019/20 maakte hij zijn debuut doordat hij als invaller in de ploeg kwam tijdens het bekerduel in de eerste ronde tegen SC/ESV Parndorf. Een week later maakte hij zijn eerste competitiedoelpunt in de met 0–2 gewonnen uitwedstrijd tegen Rapid Wien. In de 82e minuut tekende hij, na een voorzet van Hwang Hee-chan, voor het tweede doelpunt. Op 17 september 2019 maakte hij zijn Europese debuut in de groepsfase van de Champions League, in de thuiswedstrijd tegen KRC Genk. Hij viel in de 62e minuut in voor Dominik Szoboszlai. De wedstrijd eindigde in een 6–2 overwinning, waarbij Erling Haaland drie keer scoorde. Mede dankzij negen doelpunten van Okugawa werd Salzburg voor de zevende keer op rij landskampioen. Ook won de club dat seizoen de ÖFB-Cup, waarin Okugawa een belangrijk aandeel had. In aanloop naar de finale scoorde hij zowel in de achtste finale tegen ASK Ebreichsdorf  (0–5) als in de kwartfinale tegen SKU Amstetten (0–3), beide uitwedstrijden. De finale tegen Austria Lustenau, die met 5–0 werd gewonnen, moest hij vanwege een hamstringblessure aan zich voorbij laten gaan.
In het 2020/21 zat Okugawa regelmatig op de reservebank. Wel maakte hij zijn eerste Europese doelpunt in de groepsfase van de Champions League, tijdens de met 2–6 verloren thuiswedstrijd tegen Bayern München. In de 66e minuut bracht hij de stand op 2–2, na een voorzet van André Ramalho. Om aan meer speeltijd te komen werd hij in de winterstop van het seizoen 2020/21 verhuurd aan Arminia Bielefeld. Salzburg sloot dat seizoen af met zowel de landstitel als de ÖFB-Cup. Okugawa keerde niet terug naar Oostenrijk, aangezien Bielefeld gebruikmaakte van de in het huurcontract opgenomen koopoptie.

#### FC Liefering
Direct na zijn komst naar Oostenrijk werd Okugawa voor twee seizoenen "verhuurd" aan FC Liefering, waar hij kwam te spelen onder trainer Thomas Letsch. Op 4 augustus 2015 kreeg hij van de Duitse coach voor het eerst een basisplaats in de uitwedstrijd tegen SV Kapfenberg in de 2. Liga. Aan het einde van die maand speelde hij een belangrijke rol in de met 1–2 gewonnen uitwedstrijd tegen Austria Lustenau. In de zesde minuut gaf hij de assist bij de 1–1 en in de 26e minuut scoorde hij, na een voorzet van Mathias Honsak, zijn eerste doelpunt in Oostenrijk, wat tevens de winnende treffer bleek. In zijn eerste seizoen (2015/16) kreeg hij steeds meer vertrouwen van Letsch, wat resulteerde in 25 basisplaatsen. Ook in zijn tweede seizoen (2016/17) bleef hij basisspeler en kwam hij tot 32 basisplaatsen. Liefering eindigde dat seizoen als tweede in de 2. Liga, maar vanwege de samenwerkingsconstructie met Red Bull Salzburg was promotie naar het hoogste niveau uitgesloten.

#### Verhuur aan SV Mattersburg
In de zomer van 2017 werd Okugawa samen met de Bosniër Smail Prevljak voor één seizoen verhuurd aan SV Mattersburg. Op 6 augustus 2017 maakte hij zijn debuut in de Oostenrijkse Bundesliga. In de met 2–3 verloren thuiswedstrijd tegen Sturm Graz viel hij in de 71e minuut in voor Markus Pink. Op 5 november maakte hij in de uitwedstrijd tegen ustria Wien zijn eerste doelpunt; in de met 1–3 gewonnen wedstrijd tekende hij in de 79e minuut voor de derde treffer. Tijdens het seizoen 2017/18 kwam hij tot 30 competitiewedstrijden waarvan 23 basisplaatsen. Met SV Mattersburg eindigde hij dat seizoen op de zesde plaats.  

#### Verhuur aan Holstein Kiel
Okugawa speelde het volledige seizoen 2018/19 op huurbasis voor het Duitse Holstein Kiel. In de zesde speelronde, op 22 september 2018, maakte hij zijn debuut voor de Noord-Duitse club in de thuiswedstrijd tegen VfL Bochum. Trainer Tim Walter bracht hem in de 74e minuut binnen de lijnen als vervanger van Jannik Dehm. In de terugwedstrijd tegen dezelfde tegenstander, op 23 februari 2019, maakte hij zijn eerste doelpunt in het Duitse profvoetbal. In het Vonovia Ruhrstadion scoorde hij in de 41e minuut de 0–3, na een voorzet van Janni Serra. Okugawa wist zich gedurende het seizoen niet in de basis te spelen en keerde na afloop van de huurperiode terug naar Red Bull Salzburg.

#### Verhuur Arminia Bielefeld
In de winter van 2021 werd Okugawa tot het einde van het seizoen verhuurd aan Arminia Bielefeld, met een optie tot koop. Hierdoor werd hij teamgenoot van zijn landgenoot Ritsu Doan. Op 19 februari maakte hij zijn debuut in de Bundesliga tijdens de uitwedstrijd tegen VfL Wolfsburg, toen trainer Uwe Neuhaus hem in de 60e minuut in het veld bracht.[3] Op 10 maart scoorde hij zijn eerste doelpunt in de hoogste Duitse competitie, tijdens de met 1–2 gewonnen uitwedstrijd tegen Bayer Leverkusen. In de BayArena bracht hij zijn ploeg in de 57e minuut op een 0–2 voorsprong. Gedurende de rest van het seizoen stond hij regelmatig in de basis, waarna Bielefeld besloot de koopoptie te lichten.

### Arminia Bielefeld
In juni 2021 tekende Okugawa een contract waarmee hij zich tot 2024 verbond aan de club uit Noordrijn-Westfalen. In zijn eerste seizoen (2021/22) was hij een vaste waarde en miste hij slechts één competitiewedstrijd. Ondanks zijn acht doelpunten degradeerde Bielefeld als 17e naar de 2. Bundesliga. In het seizoen 2022/23 was hij onder de nieuwe trainer Uli Forte  eveneens onomstreden en ontbrak hij tot aan de 31e speelronde alleen in de wedstrijd tegen Fortuna Düsseldorf. De laatste drie wedstrijden van het seizoen moest hij aan zich voorbij laten gaan vanwege een sleutelbeenbreuk. Tijdens de play-offwedstrijden tegen Wehen Wiesbaden, die Bielefeld beide verloor, was hij daardoor eveneens niet inzetbaar. Hiermee degradeerde de club voor de tweede keer op rij. Ondanks zijn blessure maakte Okugawa aan het einde van het seizoen transfervrij de overstap naar FC Augsburg.

### FC Augsburg
In de zomer van 2023 tekende Okugawa een driejarig contract bij FC Augsburg. Vanwege een in Bielefeld opgelopen sleutelbeenbreuk was hij aanvankelijk niet inzetbaar. In de achtste speelronde zat hij voor het eerst bij de wedstrijdselectie, tijdens de uitwedstrijd tegen 1. FC Heidenheim. In de Voith-Arena bleef hij echter op de bank. Een week later maakte hij zijn debuut voor Augsburg; trainer Jess Thorup bracht hem in de 78e minuut in tijdens de thuiswedstrijd tegen VfL Wolfsburg.Tot aan de winterstop kwam hij nog eenmaal in actie, als invaller tegen Werder Bremen. Vervolgens werd hij verhuurd aan Hamburger SV. Na zijn terugkeer werd hij voor het seizoen 2024/25 ingedeeld bij het tweede elftal, uitkomend in de Regionalliga Bayern. In deze competitie maakte hij zijn eerste officiële doelpunt voor de Fuggerstädter tijdens de met 0–3 gewonnen uitwedstrijd tegen DJK Vilzing. In de derde minuut zette hij zijn ploeg op een 0–1 voorsprong. Tijdens de winterstop keerde hij terug naar Japan, naar Kyoto Sanga FC, de club waar hij zijn loopbaan was begonnen.

#### Verhuur aan Hamburger SV
Okugawa werd in de winterstop van het seizoen verhuurd aan Hamburger SV, waar hij opnieuw samenwerkte met trainer Tim Walter. Hij maakte zijn debuut op 20 januari in de uitwedstrijd tegen Schalke 04, waarin hij in de 78e minuut inviel voor Jean-Luc Dompé. Een week later liep hij tijdens een training een knieblessure op, waardoor hij vier wedstrijden moest missen. Nadien slaagde hij er niet in een vaste plaats in het elftal te veroveren, waarna hij na afloop van het seizoen terugkeerde naar FC Augsburg.

### Kyoto Sanga FC
In januari 2025 tekende Okugawa een tweejarig contract bij Kyoto Sanga, waarmee hij zich tot medio 2027 aan de Japanse club verbond. Op 15 februari maakte hij, na ruim tien jaar, zijn rentree voor Kyoto tijdens de uitwedstrijd tegen Fagiano Okayama. In het met 2–0 verloren duel werd hij in de 62e minuut ingebracht als vervanger van Marco Tulio door trainer Gwi-jae Jo. Enkele weken later, op 1 maart, maakte hij zijn eerste doelpunt sinds zijn terugkeer. In de uitwedstrijd tegen Kawasaki Frontale in de J1 League  scoorde hij in de 49e minuut de enige treffer van het duel, dat in een 0–1 overwinning eindigde.

## Clubstatistieken
| Seizoen                        | Club                | Competitie          | Competitie | Competitie | Beker | Beker | Internationaal | Internationaal | Overig | Overig | Totaal | Totaal |
| Seizoen                        | Club                | Competitie          | Wed.       | Dlp.       | Wed.  | Dlp.  | Wed.           | Dlp.           | Wed.   | Dlp.   | Wed.   | Dlp.   |
| ------------------------------ | ------------------- | ------------------- | ---------- | ---------- | ----- | ----- | -------------- | -------------- | ------ | ------ | ------ | ------ |
| 2015                           | Kyoto Sanga FC      | J2 League           | 5          | 1          | –     | –     | –              | –              | –      | –      | 5      | 1      |
| 2015/16                        | → FC Liefering      | 2. Liga             | 30         | 3          | –     | –     | –              | –              | –      | –      | 30     | 3      |
| 2016/17                        | → FC Liefering      | 2. Liga             | 34         | 5          | –     | –     | –              | –              | –      | –      | 34     | 5      |
| 2017/18                        | → SV Mattersburg    | Bundesliga          | 27         | 5          | 3     | 3     | –              | –              | –      | –      | 30     | 8      |
| 2018/19                        | → Holstein Kiel     | 2. Bundesliga       | 19         | 5          | 2     | 0     | –              | –              | –      | –      | 21     | 5      |
| 2019/20                        | Red Bull Salzburg   | Bundesliga          | 23         | 9          | 5     | 2     | 5              | 0              | –      | –      | 33     | 11     |
| 2020/21                        | Red Bull Salzburg   | Bundesliga          | 7          | 0          | 2     | 1     | 5              | 2              | –      | –      | 14     | 3      |
| 2020/21                        | → Arminia Bielefeld | Bundesliga          | 13         | 1          | –     | –     | –              | –              | –      | –      | 13     | 1      |
| 2021/22                        | Arminia Bielefeld   | Bundesliga          | 33         | 8          | 2     | 1     | –              | –              | –      | –      | 35     | 9      |
| 2022/23                        | Arminia Bielefeld   | 2. Bundesliga       | 30         | 5          | 2     | 1     | –              | –              | –      | –      | 32     | 6      |
| 2023/24                        | FC Augsburg         | Bundesliga          | 2          | 0          | –     | –     | –              | –              | –      | –      | 2      | 0      |
| 2023/24                        | → Hamburger SV      | 2. Bundesliga       | 8          | 0          | –     | –     | –              | –              | –      | –      | 8      | 0      |
| 2024/25                        | FC Augsburg II      | Regionalliga Bayern | 8          | 1          | –     | –     | –              | –              | –      | –      | 8      | 1      |
| 2025                           | Kyoto Sanga FC      | J1 League           | 19         | 6          | 3     | 0     | –              | –              | –      | –      | 22     | 6      |
| Carrière totaal                | Carrière totaal     | Carrière totaal     | 258        | 49         | 19    | 8     | 10             | 2              | 0      | 0      | 287    | 59     |
| Bijgewerkt tot 6 augustus 2025 |                     |                     |            |            |       |       |                |                |        |        |        |        |

## Persoonlijk
Okugawa werd in het voorjaar van 1996 geboren in het kleine stadje Koka, in het zuiden van Japan. Terwijl het land destijds vooral in de ban was van honkbal, koos hij er al op jonge leeftijd bewust voor om te gaan voetballen.

## Erelijst
| Kampioen Bundesliga | 2x | 2019/20 + 2020/21 |
| Winnaar ÖFB-Cup     | 2x | 2019/20 + 2020/21 |